# Hilmahuistermolenpolder
De Hilmahuistermolenpolder is een voormalig waterschap (molenpolder) in de provincie Groningen.
De polder was gelegen in de driehoek ten noorden van het toenmalige Hoendiep (het huidige Van Starkenborghkanaal), tussen de Friese grens en de weg van Visvliet naar Lutjegast (de Stationsweg). Gedurende het laatste jaar van haar bestaan viel ook het Groninger deel van waterschap de Twee Provinciën onder het bestuur. De Hilmahuistermolen stond net ten noorden van de spoorlijn Groningen-Leeuwarden aan de rivier de Lauwers. 
In 1970 werd het Groningse deel van De Twee Provinciën aan het watschap toegevoegd. Waterstaatkundig gezien ligt het gebied sinds 2000 binnen dat van het wetterskip Fryslân.

## Naam
De polder is genoemd naar Hilmahuizen, het voorwerk dat ooit bij Lutjegast stond.